# Stealthing
Lo stealthing è una pratica che consiste nel togliere o danneggiare il preservativo durante un rapporto sessuale senza che il/la partner abbia dato il proprio consenso a praticare sesso non protetto. 
Tale comportamento può essere considerato violenza sessuale o stupro e rientra nella cosiddetta coercizione riproduttiva.
Questa pratica, ritenuta illegale in Gran Bretagna e considerata come maltrattamento o violenza sessuale in Svizzera, è stata sottoposta ad un primo studio nel 2003. 
Lo stealthing si configura anche in forma passiva, quando l'uomo indossa un profilattico manomesso dal o dalla partner senza esserne consapevole.

## Storia e studi correlati
Alexandra Brodsky, in un articolo sullo stealthing pubblicato sul Columbia Journal of Gender and Law, descrive le esperienze delle vittime, le conseguenze giuridiche di tale pratica e le vie legali per affrontarla. La comunità gay usa il termine stealthing per descrivere la pratica in questione almeno dal 2014.
Brodsky spiega che esistono vari siti e forum in cui gli utenti discutono dello stealthing, descrivono come praticarlo e lo incoraggiano, spesso vantandosi e condividendo consigli. Lo stealthing è stato anche descritto come una minaccia per il corpo della vittima e come un illecito dignitario. Gli uomini che lo commettono “giustificano le loro azioni come frutto di un istinto maschile naturale”. Suzanne Goldberg, professoressa della Columbia Law School, sostiene che, anche se probabilmente lo stealthing in sé non è di recente invenzione, risulta nuova la sua promozione in rete all’interno di gruppi di uomini. Su alcune piattaforme social, come The Experience Project, sono state postate guide su come praticarlo.
Nelle relazioni tra adolescenti accade frequentemente che il partner di sesso maschile riesca a convincere la partner a non usare il preservativo, facendo leva su vari aspetti: la paura di una reazione violenta, il sentirsi in dovere e la mancanza di conoscenze o di pratica nell’uso del condom. Per prevenire questo tipo di dinamiche è importante che anche le persone di sesso maschile siano informate dei vantaggi dell’uso del preservativo, anche per la loro stessa salute. 
I forum di sensibilizzazione sull’argomento potrebbero prevedere interventi a livello comunitario che promuovano confronti sulle dinamiche sane e meno sane che intercorrono nelle relazioni e programmi di prevenzione per l'HIV/AIDS e tutte le malattie sessualmente trasmissibili (MST). 
Per iniziare, potrebbero essere le scuole il luogo adatto per gli interventi di prevenzione; tuttavia, gli adolescenti ad alto rischio che non si trovano a scuola devono essere raggiunti in altro modo, come per esempio nelle comunità o nei centri di detenzione.
Disponiamo di pochi dati sulla diffusione dello stealthing, ma uno studio del 2014 condotto da Kelly Cue Davis e alcuni colleghi ha rilevato che il 9% dei partecipanti (giovani uomini) aveva compromesso l’efficacia del preservativo, cosa che include lo stealthing La National Sexual Assault Hotline, inoltre, riferisce di ricevere chiamate per casi di stealthing. Uno studio recente, effettuato da un Centro di salute sessuale di Melbourne, ha chiesto alle donne e agli uomini che intrattengono relazioni con altri uomini se fossero mai stati vittime di stealthing e ha analizzato i fattori situazionali legati all'evento. Il 32% delle donne e il 19% degli uomini ha ammesso di essere stato vittima di stealthing. Le donne che erano state vittime di stealthing mostravano una maggiore tendenza ad entrare nel mondo del sesso a pagamento e gli uomini mostravano spesso segni di ansia e depressione. Entrambi si mostravano tre volte meno propensi a considerare lo stealthing come violenza sessuale rispetto ai partecipanti allo studio che non l’avevano sperimentato per niente. Sono poi stati pubblicati altri due studi, sempre statunitensi. Uno di questi ha rivelato che, tra i giovani maschi che fanno uso abituale di alcol, il 10% circa pratica lo stealthing a partire dai 14 anni d’età. Questi uomini presentano una maggior incidenza di malattie sessualmente trasmissibili e di partner con gravidanze indesiderate rispetto agli altri. Un altro studio che ha coinvolto giovani donne ha mostrato che il 12% è stato vittima di stealthing, mentre nessuna di loro lo ha praticato.

## Aspetti legali ed etici
La legge inglese definisce consenso condizionato il consenso a una specifica pratica sessuale ma questo non si vale per qualsiasi pratica. Nel 2018, in Germania, nel primo processo per stealthing, un uomo è stato riconosciuto colpevole di violenza sessuale. Nel 2017, una corte di Losanna ha condannato per stupro un uomo accusato di essersi sfilato il preservativo durante un rapporto, senza che la partner ne fosse a conoscenza. Tuttavia nel 2019, in un caso analogo, la Corte Suprema cantonale di Zurigo ha espresso parere contrario ritenendo, seppur con rammarico, che tale pratica non costituisse un reato. Nel 2014, una sentenza della Corte Suprema del Canada ha confermato la condanna per violenza sessuale a un uomo colpevole di aver bucato il preservativo.
Nel sistema legislativo statunitense non esiste una legge che si occupi specificatamente dello stealthing, né si conoscono casi legali. Brodsky, durante le sue ricerche sullo stealthing, ha scoperto che alcuni corti svizzere e canadesi hanno perseguito uomini accusati di aver rimosso o danneggiato il preservativo durante un rapporto, all'insaputa del/la partner. Brodsky descrive lo stealthing come una pratica legalmente assimilabile allo stupro, letteralmente "rape-adjacent" e "akin to rape".
In Australia è in corso un caso giudiziario che riguarda lo stealthing. Il presidente della Law Society del New South Wales ha definito lo stealthing violenza sessuale, dato che modifica i termini del consenso.

## Impatto e rischi
Sfilare o danneggiare il preservativo durante un rapporto sessuale aumenta il rischio di gravidanze indesiderate e di contrarre malattie sessualmente trasmissibili (MST). Talvolta le vittime si sentono tradite e molte di loro vivono una “grave violazione della dignità e dell’autonomia”. Un gran numero di vittime, inoltre, accusa disturbi emotivi e psicologici.